# Anthaxia strigata
Anthaxia strigata är en skalbaggsart som beskrevs av Leconte 1859. Anthaxia strigata ingår i släktet Anthaxia och familjen praktbaggar. Inga underarter finns listade i Catalogue of Life.